# Santy
Santy là một loại sâu máy tính viết bằng ngôn ngữ Perl để khai thác lỗi nguy hiểm trên diễn đàn phpBB và sử dụng Google để phát tán trên Internet.

## Overview
Trong vòng 24h phát tán bởi X_Spec vào ngày 20 tháng 12 năm 2004, một lượng lớn website (theo khảo sát từ một số nguồn  là khoảng từ 30,000 đến 40,000 trang web) bị tấn công bởi sâu Santy. Sâu giữ kỷ lục về sự lan truyền toàn cầu trong vòng 3h tính từ thời điểm phát tán. Sâu là nguyên nhân các tập tin có quyền ghi (các loại file có định dạng như .php và.html) trên máy chủ bị nhiễm hiển thị dòng thông báo "This site is defaced!!! This site is defaced!!! NeverEverNoSanity WebWorm generation X", với X là số thế hệ ngẫu nhiên của sâu.
Có một vài phiên bản khác nhau của sâu sử dụng các chương trình tìm kiếm sau khi các Google khóa các truy vấn từ sâu Santy, và có một chương trình chống sâu Santy đã nỗ lực vá lỗi cài đặt..
Nhóm phát triển diễn đàn phpBB đã cho ra phiên bản vá lỗi một tháng trước các đợt tấn công, ở phpBB phiên bản 2.0.11.